# Mesanthura bipunctata
Mesanthura bipunctata is een pissebed uit de familie Anthuridae. De wetenschappelijke naam van de soort is voor het eerst geldig gepubliceerd in 1951 door Thomson.